# Beiwei Wenchengdi
Beiwei Wenchengdi (440-465), zijn persoonlijke naam was Tuoba Jun, was keizer  van de Noordelijke Wei-dynastie en regeerde van 452 tot 465.

## Levensloop
Tuoba Jun was pas twaalf jaar oud toen hij de troon besteeg. Zijn grootvader keizer Beiwei Taiwudi, zijn vader Tuoba Huang en zijn oom Tuoba Yu werden allen uit de weggeruimd door eunuch Zong Ai.
Het begin van zijn regeerperiode werd bepaald door zijn raadgevers Yuan He en Buliugu Li. Tuoba Jun reisde veel door zijn rijk, toen hij plots op vijfentwintigjarige leeftijd stierf. Hij werd opgevolgd door zijn elfjarige zoon Beiwei Xianwendi. 